# Ixobrychus sturmii
El avetorillo plomizo (Ixobrychus sturmii) es una especie de ave pelecaniforme de la familia Ardeidae que vive en África.

## Descripción
Pertenece al género Ixobrychus que contiene a algunas de las garzas más pequeñas del mundo. Según su longitud registrada, de 25 a 30 cm esta puede ser la especie de garza más pequeña. Su peso es similar al de otras especies de Ixobrychus, registradas entre 60 y 150 g, y medias de 75-110 g. Su longitud alar media está entre los 45 y 50 cm. El macho tiene el cuello y la cabeza de color gris pizarra oscuro, con largas plumas en cabeza y cuello. En general su pico es oscuro, siendo de negro a verde oscuro en la parte superior y amarillo en la inferior. Su lorum y piel alrededor de los ojos oscila del azul al verde amarillento, y el color de su iris va del pardo rojizo al rojo oscuro. Su espalda, parte superior de sus alas y otras partes superiores son de color gris pizarra oscuro. Su garganta y parte superior del pecho son de color crema claro, densamente estridado en negro, fondo que se va oscureciendo hasta el color canela de su vientre. Sus patas son de color amarillo verdoso en la parte frontal y amarillas en la posterior. Durante la época del cortejo las patas se tornan de un llamativo naranja. La hembra es más clara, con tonos más rojizos en su vientre y su iris es amarillo. Los inmaduros son una versión clara en tonos anteados de los adultos. 
Se distingue del avetorillo negro, de Asia, por su vientre estriado, los copetes oscuros del cuello, y porque su pico es más oscuro y es de menor tamaño. Se distingue de las garcitas verdosa y azulada por ser de menor tamaño y más lenta en vuelo, sus partes inferiores claras y densamente estriadas, y sus partes superiores uniformes (sin listas).

## Comportamiento
Es una especia migratoria dentro del África subsahariana, particularmente entre los extremos norte y el sur. Los desplazamientos de las aves ecuatoriales están menos claros. Estos avetorillos se encuentran en sur de África en la estación húmeda, entre noviembre y abril. En la estación seca tanto las aves del norte como del sur migran hacia el ecuador. Esta especie suele divagar fuera de su área de distribución normal, a Sudáfrica, las islas Canarias y la península ibérica, y Francia.
Los avetorillos cenizos se alimentan en solitario o en parejas, cazando por la noche y el día, especialmente si está nublado. Son aves silenciosas y discretas que se quedan quietas o andan despacio. Su actividad depende de la disponibilidad de ranas. Los avetorillos a menudo prefieren esconderse entre la vegetación que encaramarse a las ramas. Cuando se les molesta a menudo se quedan en el borde del agua en una versión exagerada de postura típica de los avetoros o sale volando en distancias cortas hasta los árboles. Los individuos defienden su territorio de alimentación mediante una exhibición con movimientos de avances. Se alimenta principalmente de insectos como los saltamontes y escarabajos de agua, arañas, pequeños peces, cangrejos y ranas. Poblaciones locales se especializan en saltamontes y ranas, y puede aprovechar la disponibilidad de presas estacionales como las ranas en épocas en las que no haya pesca.

## Reproducción
La época de cría es muy variable según las regiones. Anidan principalmente en la estación de lluvias, pero en algunos lugares lo hace al principio de la estación seca. El anidamiento empieza en septiembre en Senegal, en julio en Sierra Leona y Ghana, entre agosto y octubre en Mali, entre diciembre y enero en la República Democrática del Congo, entre mayo y junio en Kenia, entre enero y marzo o bien septiembre y octubre en Zimbabue, entre febrero y marzo en Namibia, y entre enero y abril o septiembre y diciembre en Sudáfrica. 
Anida en los márgenes de las llanuras inundables, generalmente donde el agua llega a los bosques. Parece preferir la vegetación más densa para emplazar su nido, en solitario o pequeños grupos. Aunque no es frecuente, se les ha visto anidar cerca de la garcilla cangrejera y garcilla ventrirroja. El nido es una plataforma de palitos con algún recubrimiento de hierba, con anchuras de 23 cm x38 cm y unos 7 cm de profundidad. Los nidos están situado en una rama cerca del tronco, o una rama o un arbusto que esté por encima del agua, a alturas entre los 0,5 y 4 m por encima del agua. Con frecuencia utilizan los espinos para anidar.  
El cortejo de esta especie no es conocido. Los huevos son blancos. Algunos pueden ser ligeramente azulados en el momento de la puesta pero destiñen en pocos días. Los huevos miden 34mm x28 mm. Las puestas suelen constan de 3–4 huevos, aunque se pueden encontrar de 2 a 5. La incubación dura 18 días o más. No se registrado eclosiones asincrónicas de los pollos, por lo que es posible que la incubación empiece con la puesta del último huevo.
Los pollos son alimentados mediante regurgitación, normalmente por la tarde. Se desarrollan rápidamente y a los siete días dejan el nido si son molestados, pero después vuelven a él. En un estudio se descubrió que solo el 69% de los huevos eclosionan. Cuando están completamente emplumados empiezan a volar divagando a grandes distancias.